# Sangre de mi tierra
Sangre de mi tierra é uma telenovela estadunidense produzida e exibida pela Telemundo entre 29 de novembro de 2017 e 20 de fevereiro de 2018.
Protagonizada por Ana Belena e Lambda García e antagonizada por Santiago Ramundo.

## Sinopse
A série conta a história de Castañeda e do Montiel, duas famílias unidas pela paixão de cultivar a videira que terá uma guerra incessante cheia de paixão, ódio, intolerâncias e amores proibidos após uma tragédia familiar em que os anciãos são familiares Castañeda morre

## Elenco
- Ana Belena - Aurora Castañeda Paredes
- Lambda García - Juan José "Juanjo" Montiel
- Santiago Ramundo - Roberto Quiroga
- Antonio de la Vega - Crisanto Castañeda
- Carolina Gómez - Natalia Martínez de Montiel
- Miguel de Miguel - Francisco "Paco" Montiel
- Gloria Peralta - Mercedes "Meche" Paredes de Castañeda
- Daniel Elbittar - Emilio Castañeda Paredes
- Laura Chimaras - Serena Zambrano
- Josette Vidal - Paloma Castañeda Paredes
- Gabriel Rossi - Luis Montiel Martínez
- Dad Dáger - Susan Acosta
- Rubén Morales - Joaquín Martínez
- Alba Roversi - Sara Casa Grande Arrieta
- Francisco Porras - Dimas Zambrano
- Roberto Plantier - Ernesto Sánchez
- Anthony Álvarez - Cándido Navarro
- Maki Soler - Doris Anderson
- Estefany Oliveira - Ana "Anita" Barrios de Montiel
- Keller Worthman - Horacio Toledo
- Héctor Medina - Leornado Castañeda Paredes / Leonora Castañeda Paredes[2]
- Gabo López - Rafael Zambrano
- Federico Díaz - Miguel "Mike" González
- Anna Sobero - Dolores Pérez
- Liz Dieppa - Sofía Pereira Anderson
- Johanna Cure - Kimberly Figueroa
- Carlos Santos - Iván Carrillo
- Aneudy Lara - Jordan Giménez
- Fernando Pacanins - Dr. Portillo
- Fabián Hernández - Fidelio Hernández
- César Rodríguez - Wilmer Pérez
- Tangi Colombel - Smith
- Ezequiel Montalt - Daniel Fajardo
- Diego Herrera - Emilio Quiroga Castañeda
- Pablo Quaglia - Pablo Sandoval
- Carlos Acosta-Milian - Gaspar Aguirre
- Pedro Pablo Porras - Arístides Maldonado
- Daniel Fabius - Bautista Negrón
- Guadalupe Hernández - José Gregorio "Goyo" Mejía
- Carlos Yustis - Feliciano Cardona
- Rodolfo Salas - Cristian
- Carl Mengenthaler - Mayor Bill Mc Kenisse
- Alan Fritz - Mr. Newton
- Kevin L. Humes - Prisionero
- Yadi Nieves - Consuelo
- Magaly Pefig - Gisela
- Rita Verreos - Enfermera
- Claudio Giúdice - Matías Rosso